# Gaurades
Gaurades, en llatí Gauradas, en grec antic Γαυράδας, fou un poeta grec autor d'un epigrama inclòs a l'Antologia grega, escrit en dialecte dòric. Res se sap de l'autor o el seu temps. Les dues primeres línies de les sis que té l'epigrama diuen "Ἀχὼ φίλα μοι συγκαταίνεδόν τι.--τί"; "Ἐρῶ κορίσκας: ἁ δέ μ᾽ οὐ φιλεῖ.--φιλεῖ", on es repeteix l'última paraula de la línia com si donés una resposta.